# Batá
Batá is een muziekstijl uit Cuba. Deze muziek is een integraal onderdeel van de Santería; een synthese van Rooms-Katholicisme en Yorubareligie, die tijdens het regime van Fidel Castro lang voor de buitenwereld geheim is gehouden, maar in de jaren tachtig toch in de openbaarheid kwam.
Het instrumentarium bestaat uit drie batádrums; zandlopervormige trommels met aan beide zijden een trommelvel. Van groot naar klein gaat het om de Iyá, de Itótele en de Okónkolo of Ornelé. Hoewel elk van deze trommels een eigen partij speelt, fungeren zij samen als één muziekinstrument dat ruimtelijk is verdeeld over drie spelers die polyritmische partijen spelen.
Een op het luisteren naar boventonen getraind oor kan in goed uitgevoerde Batá glissando's horen die een soort reproductie vormen van gesproken teksten in het Yoruba, een toontaal die veel glissando's gebruikt. Een vergelijkbaar klankfenomeen kan vaker worden waargenomen bij muziek uit tradities waarin - anders dan bij Europese muziek - meer naar de boventonen dan naar de grondtonen wordt geluisterd. Het muzikale duo Ibeyi maakt gebruik van dit instrument.